# Luka (singolo)
Luka è il secondo singolo estratto dall'album Solitude Standing di Suzanne Vega, pubblicato nel 1987.
(Luka, Suzanne Vega, 1987)

## Descrizione
Il testo racconta la drammatica storia dei maltrattamenti fisici subiti in famiglia da un bambino chiamato Luka. Il brano, che nell’estate del 1987 raggiunse la terza posizione  della classifica dei singoli più venduti negli Stati Uniti, permise alla giovane cantante di diventare nota al grande pubblico.
Nel 1987, in uno special alla televisione svedese, Suzanne Vega dichiarò sulla sua canzone Luka: 
()
Inoltre, in un'intervista realizzata dall'American Society of Composers, Authors and Publishers (ASCAP), Vega rispose a una domanda su Luka:
Vega: "Sì. È un sentimento sorprendente. Specialmente perché quella canzone in particolare è una canzone molto speciale. È una canzone su di un bambino abusato, così colpisce molte persone in un modo diverso che se fosse, per dire, una canzone d'amore o un altro tipo di canzone."»
()
Nel 2021 ha rivelato che la canzone parlava degli abusi emotivi e fisici che aveva subito da parte del suo patrigno Edgardo Vega Yunque. Infatti fino all'età di 9 anni Suzanne ignorò che il padre naturale fosse Richard Peck, con cui in seguito riprese i contatti.
“Nella mia famiglia c'erano abusi... In realtà io sono Luka.” 
La band The Lemonheads realizzò una cover di Luka nell'album Lick del 1989, poco prima che la band firmasse con Atlantic Records.

## Classifiche
| Paese            | Posizione più alta |
| ---------------- | ------------------ |
| Austria          | 9                  |
| Belgio (Fiandre) | 33                 |
| Francia          | 24                 |
| Irlanda          | 11                 |
| Italia           | 34                 |
| Nuova Zelanda    | 8                  |
| Paesi Bassi      | 40                 |
| Polonia          | 97                 |
| Regno Unito      | 23                 |
| Stati Uniti      | 3                  |
| Sudafrica        | 3                  |
| Svezia           | 2                  |